# Starting from Scratch
Starting from Scratch è una sit-com statunitense andata in onda dal 1988 al 1989, durata una sola stagione composta da episodi di 30 minuti.

## Trama
Un veterinario (Bill Daily) con due adolescenti di 19 e 14 anni, deve metterli al corrente del ritorno della sua ex moglie (Connie Stevens), che ha lasciato il suo nuovo marito.

## Episodi
La serie è composta da un totale di 22 episodi, raggruppati in una sola stagione andata in onda originariamente negli Stati Uniti tra il 1988 e il 1989.
| Stagione       | Episodi | Prima TV USA | Prima TV Italia |
| -------------- | ------- | ------------ | --------------- |
| Prima stagione | 22      | 1988-1989    |                 |

## Guest star
- Sandra Bullock (1 episodio), interpreta Barbara Webster
- Maggie Castle (1 episodio), interpreta l'assistente del dentista
- Richard Fitzpatrick (1 episodio), interpreta Roger
- Gwynyth Walsh (1 episodio), interpreta Faith
- Joely Fisher (1 episodio), interpreta Sylvia